# Victor Emili Masalles i Pere
Victor Emili Masalles i Pere (Barcelona, 29 de juny de 1961) és un eclesiàstic i bisbe d'origen català.
Fill de David Masalles Lafulla, químic de professió, i Regina Pere de Masalles, aquests s'establiren a la República Dominicana el febrer de l'any 1965, a causa de la feina del pare, que es trasllada a treballar al Politècnic Loiola de San Cristóbal. S'establiren a la ciutat de Santo Domingo, on va viure i es va formar. Estudià a la Universitat Autònoma de Santo Domingo (UASD), on va obtenir el títol com a Llicenciat en Economia l'any 1984. En aquella època va destacar en l'esport de la natació, aconseguint nombrosos rècords nacionals i va competir en diversos esdeveniments nacionals i internacionals, representant a la República Dominicana, i destacant-se en la disciplina a la regió del Carib. L'any 1985 ingressa al Seminari Pontifici Sant Tomàs d'Aquino, i és ordenat sacerdot a l'Arquidiòcesi de Santo Domingo el dia 7 de juliol del 1991. Posteriorment, és designat canceller de l'Arquebisbat de Santo Domingo i rector de la parròquia Santa Clara d'Assís, al barri de Capotillo, on ja havia estat servint com a diaca un any abans. Ambdues funcions les va dur a terme fins que el 1994, quan va ser enviat a Roma per fer estudis. Finalitza el seu primer mestratge en Teologia Espiritual al Pontifici Institut Teresianum el 1996. Dos anys més tard, el 1998, completa els estudis del seu segon mestratge en Teologia Bíblica a la Pontifícia Universitat Gregoriana de Roma. Finalment, conclou amb el doctorat Summa Cum Laude en Teologia Bíblica l'any 2001, publicant aquest mateix any la seva tesi doctoral titulada “La Profecia a l'Assemblea Cristiana. Anàlisi retòric-literari de 1C 14,1-25”.
L'any 2001, finalitzats els seus estudis a Roma, torna a la República Dominicana, on assumeix la direcció espiritual al Seminari Pontifici Sant Tomàs d'Aquino, fins que el 2002 és nomenat rector del Seminari, càrrec que ocuparà fins a l'any 2006. També dins aquest període, entre el 2003 i el 2006, exercí com a Vicari del Clergat. Ha estat catedràtic d'Estudis Paulins, Profètics, Espiritualitat Bíblica, i Retòrica al Seminari i a diversos centres i institucions formatives. L'any 2006 va ser designat rector de les parròquies Sant Josep de Calassanç i Sant Joan XXIII, a la ciutat de Santo Domingo. L'any següent va ser nomenat Vicari d'Administració de l'Arxidiòcesi de Santo Domingo, tasca que va exercir fins a l'any 2013. A més del treball pastoral, ha estat assessor de moviments, membre de la Comissió d'Ètica d'Investigacions de centres de salut, entre d'altres.
El 8 de maig de l'any 2010 va ser nomenat bisbe titular de Girba, i bisbe auxiliar de l'Arxidiòcesi de Santo Domingo pel Papa Benet XVI. Va rebre la seva consagració episcopal el dia 29 de juny del 2010 a la Catedral Primada d'Amèrica a la ciutat de Santo Domingo, en un acte religiós presidit pel cardenal Nicolás de Jesús López Rodríguez. Des del desembre del 2011 fins al gener del 2017 va exercir com a president del Consell d'Administració de 'Televida', un canal de televisió catòlic dominicà. El 4 de desembre del 2016 és nomenat Bisbe de Baní, prenent possessió canònica l'11 de febrer del 2017. Des de la seva arribada, s'ha involucrat incansablement i amb gran proximitat pastoral als agents socials que treballen per la promoció de la dignitat humana i la justícia a les províncies de Peravia, San Cristóbal i San José d'Ocoa. El seu ministeri episcopal i d'evangelització la realitzat sovint a través dels mitjans de comunicació, en recessos, en la formació de laics a través d'escoles bíbliques, i a través de la ràdio, televisió i xarxes socials, cercant el diàleg interreligiós.